# دوميترو ايفانوف
دوميترو ايفانوف (بالرومانية: Dumitru Ivanov)‏ هو مجدف روماني، ولد في 6 نوفمبر 1946 في Mușenița ‏ في رومانيا.

## وصلات خارجية
- دوميترو ايفانوف على موقع الاتحاد الدولي للتجديف (الإنجليزية)
- دوميترو ايفانوف على موقع اللجنة الأولمبية الدولية (الإنجليزية)
- دوميترو ايفانوف على موقع أوليمبيديا (الإنجليزية)